# عصفور الأرز أسود المنقار
عصفور الأرز أسود المنقار (الاسم العلمي: Oryzoborus atrirostris)، هو نوع من الطيور يتبع جنس عصفور الأرز ضمن فصيلة التناجر ضمن رتبة العصفوريات.